# Шепелевский сельсовет (Московская область)
Шепелевский сельсовет — упразднённая административно-территориальная единица, существовавшая на территории Московской губернии и Московской области до 1939 года.
Шепелевский сельсовет был образован в первые годы советской власти. По данным 1922 года он входил в состав Федорцевской волости Сергиевского уезда Московской губернии.
По данным 1926 года в состав сельсовета входили село Шепелево, деревня Снятинка, а также 2 лесных сторожки.
В 1929 году Шепелевский с/с был отнесён к Константиновскому району Кимрского округа Московской области.
17 июля 1939 года Шепелевский с/с был упразднён. При этом все его населённые пункты (Снятинка, Шепелево и посёлок завода № 1) были переданы в Веригинский с/с.